# ドルフィン-3K
ドルフィン-3Kは海洋科学技術センター（JAMSTEC; 現 海洋研究開発機構）が開発・運用していた有索式・遠隔操作式の無人潜水機（ROV）。

## 来歴
JAMSTECでは、1981年10月に「しんかい2000」を竣工させて、有人潜水調査船の運用に着手した。当時、JAMSTECには他に潜水調査船がなかったことから、仮に同船が自力浮上不能になる事故が生じた場合は、アメリカ海軍の3,000メートル級ROVであるCURV-IIIをC-5輸送機によって空輸展開し、救難活動を行うことが計画されていた。しかしアメリカ軍の協力を仰ぐ関係上、「しんかい2000」の船内生存可能時間内に救助できるかという点で疑義が呈されていた。このことから、JAMSTEC自身が保有・運用するROVとして開発されたのが本機である。
無人潜水機としては、既に、1979年に200メートル級ROVの試作機としてJTV-1、1981年には製品化を前提にしたJTV-2の開発によって先鞭がつけられていた。また1982年からは500メートル級ROVとしてHORNET-500も開発されていた。これらの実績を踏まえて、開発は昭和57年度より着手され、模型試験などを経て、昭和59年度でビークル本体部が制作された。

## 設計

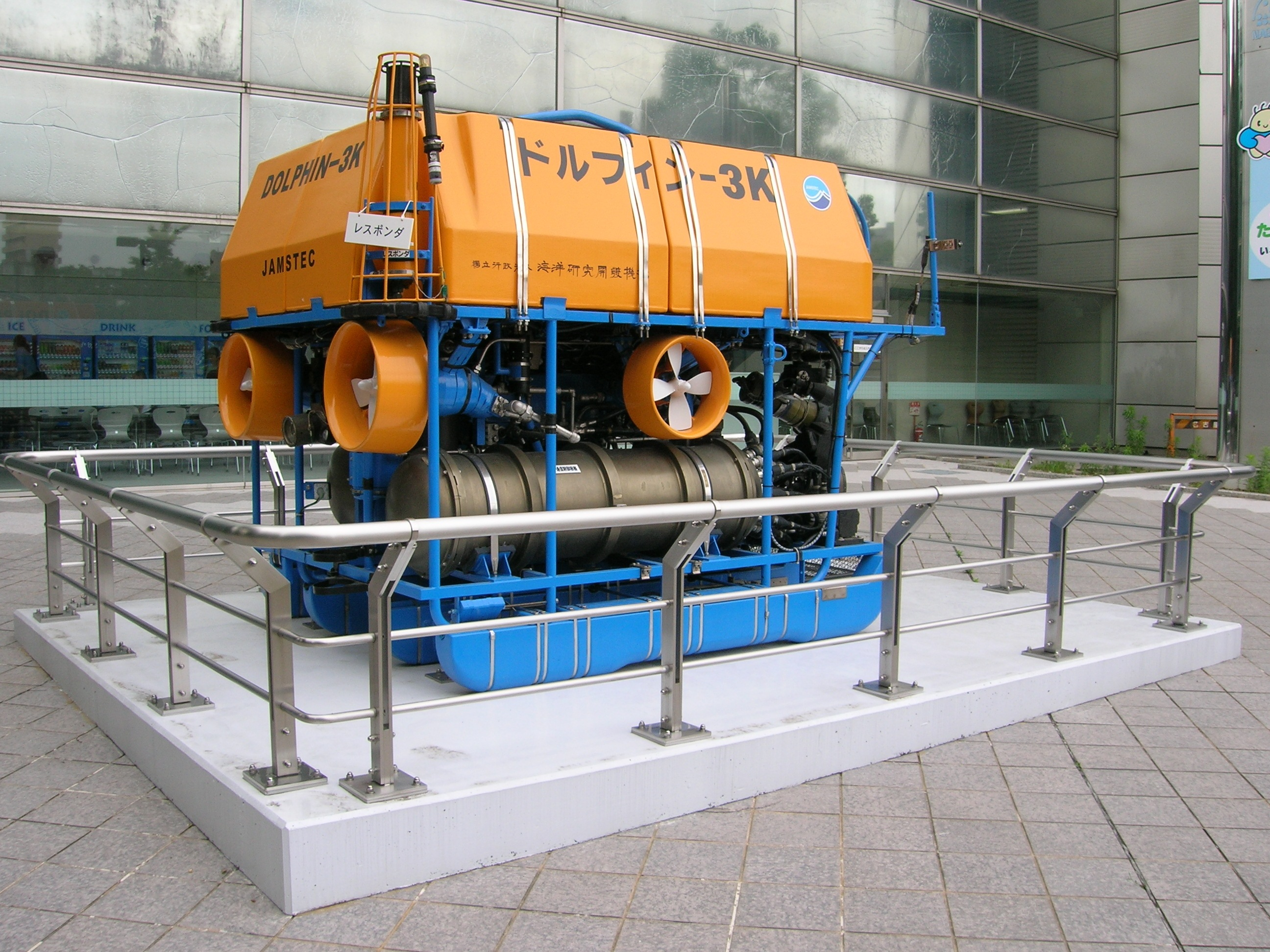
背面からの写真

本機は、当時日本最大にして、最も深い深度で活動できるROVであった。船上装置とビークル本体、テザーケーブルによって構成されており、中継機（ランチャー）や重錘（ディプレッサー）をもたない有索・自航式ROVとして開発された。
ビークルは純チタンを用いたフレーム構造で、上部にはシンタクチックフォームによる浮力材を、また下部中心にパワーユニットを配して、浮心・重心間の距離を大きくして安定性を保っている。動力は電動油圧式であり、油圧供給用の電動機としては、出力40キロワット、2,250V、60ヘルツ、4極、1,740 rpmのかご形三相誘導電動機が搭載された。またこれによって駆動される油圧ポンプはUchida-Hydromatik A7V78であった。給電はケーブルを介して母船上より行われた。センサとしては、前方障害物探査用と方位探知用のソナーを1基ずつ、カラーと白黒のテレビカメラを1基ずつ備えていた。またその後、1991年にはカメラの更新が行われ、超高感度のSuper HARPカメラとカラーCCDカメラ、後方白黒カメラの組み合わせとなった。試料採取用としては、機体前部に一対のマニピュレーターを備えており、右手は7自由度のマスタースレーブ方式のマニピュレーター、左手は5自由度のレートコントロール方式のグラバとされている。
テザーケーブルは長さ5,000メートル、直径30ミリであり、ROV本体を支えるとともに、強力な潮流力にも耐える必要もあることから、JAMSTECと藤倉電線、三井造船の共同研究によって開発された高強度の光ファイバー・電線の複合ケーブルが用いられている。光通信にはパルス符号変調（PCM）によるデジタル伝送方式が用いられており、ビークルから船上へは400 Mbps、船上からビークルへは900 kbpsで送信されていた。このような高速デジタル光通信は、ROV用としては当時世界に例を見ないものであった。

## 運用
建造は三井造船により行われた。1986年8月にビークルの組み立てが完了し、1987年1月から8月にかけて、まず「かいよう」により実海面での性能試験が行われた。続いて1988年1月より「なつしま」での運用訓練が開始され、両船での運用体制が整備された。
1997年に発生したナホトカ号重油流出事故ではディープ・トウとともに潜航調査に投入された。また、同年末には1944年に米軍の潜水艦に撃沈された対馬丸の調査を行ない、船影を確認している。2000年には宇宙開発事業団（当時）が打ち上げに失敗して水没したH-IIロケット8号機の探査にも投入され、2002年の運航休止までに576回の潜航を行なった。引退後は名古屋市科学館で展示されている。
なお本機のような3,000メートル級ROVは研究者からのニーズが多いことから、同クラスのROVとしてハイパードルフィンが導入され、2000年より調査潜航に導入されている。